# Nick LaLota

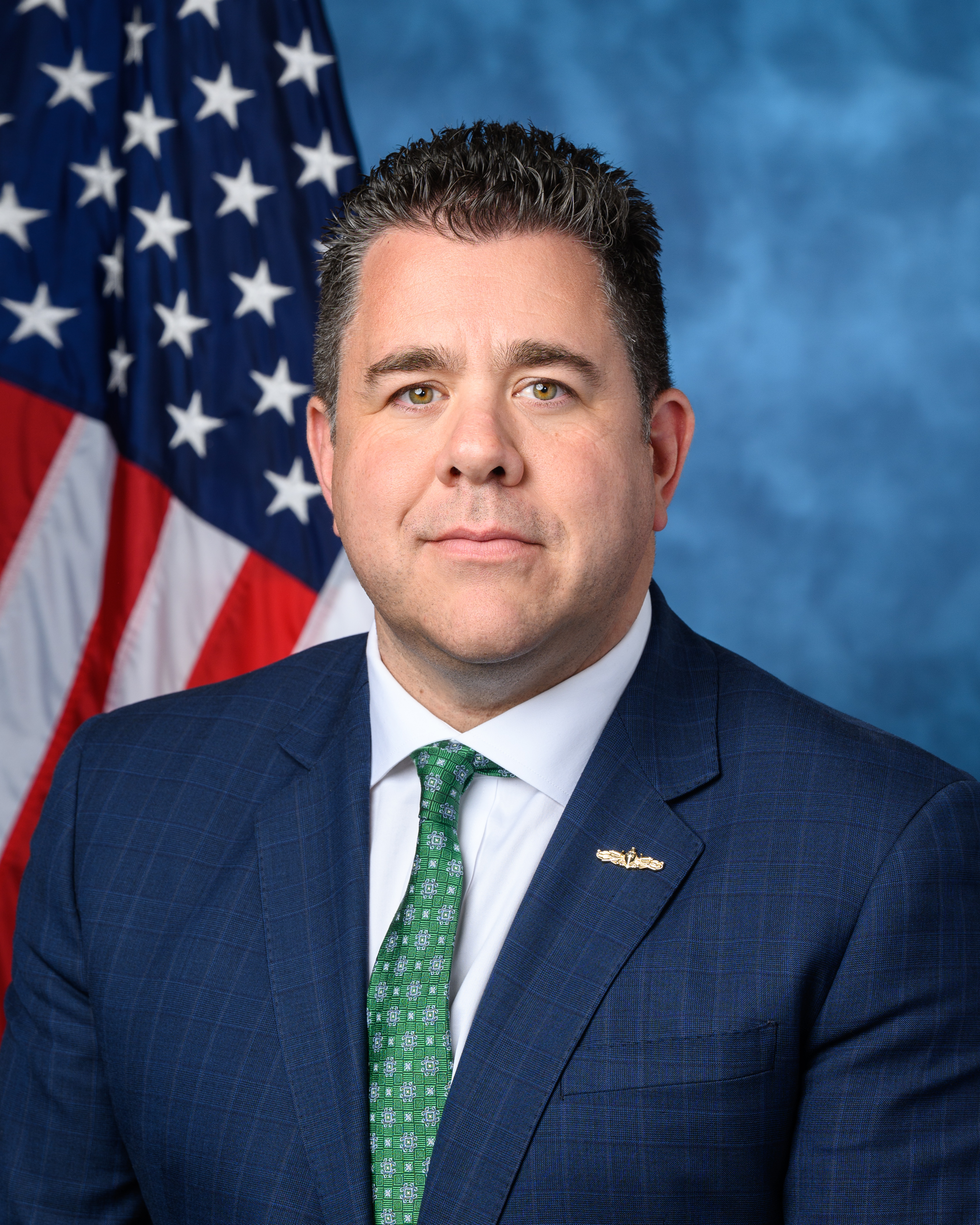
Nick LaLota (2023)

Nicholas Joseph LaLota (* 23. Juni 1978 in Bay Shore, New York) ist ein US-amerikanischer Politiker der Republikanischen Partei. Seit dem 3. Januar 2023 vertritt er den 1. Kongresswahlbezirk des Bundesstaats New York im Repräsentantenhaus der Vereinigten Staaten.

## Ausbildung und Leben
LaLota wuchs in Islip als Sohn eines Polizisten und einer Werksarbeiterin des Rüstungskonzerns Grumman auf. Nach der High School absolvierte er ein Studium an der US-Marineakademie, welches er 2002 abschloss. Im Anschluss diente er für acht Jahre als Marineoffizier unter anderem auf der Fregatte Curts sowie auf dem Flugzeugträger Carl Vinson und erreichte den Rang eines Kapitänleutnants. Für seine Leistungen wurde ihm die Joint Service Commendation Medal verliehen. 2012 erwarb er einen MBA sowie 2020 einen Juris Doctor, jeweils von der Hofstra University.
Nach seinem Ausscheiden aus dem aktiven Marine-Dienst arbeitete er von 2010 bis 2014 für die Republikanische Fraktion im Senat von New York als Koordinator für Long Island und als Büroleiter für einen Staatssenator. Von 2015 bis 2021 war er Wahlleiter im Suffolk County, im Januar 2022 wurde er zum Leiter der County-Verwaltung (County Executive) in Suffolk ernannt.
LaLota ist verheiratet und hat mit seiner Frau drei Töchter. Er lebt mit seiner Familie in Amityville.

## Politische Karriere
Bereits seit 2013 gehört LaLota dem Board of Trustees (in etwa vergleichbar mit dem Gemeinderat) seines Wohnorts Amityville an.

### US-Repräsentantenhaus

#### Wahlen
2022 kündigte er seine Kandidatur für das US-Repräsentantenhaus im 1. Kongresswahlbezirk von New York an, nachdem Amtsinhaber Lee Zeldin zugunsten einer Kandidatur als Gouverneur von New York auf eine Wiederwahl verzichtet hatte. In den parteiinternen Vorwahlen setzte sich LaLota mit 47,2 Prozent der Stimmen gegen zwei Mitbewerber durch. Bei der Wahl am 8. November 2022 konnte er seine demokratische Herausforderin Bridget Fleming mit 55,8 zu 44,1 Prozent der Stimmen besiegen. Er trat sein Mandat am 3. Januar 2023 an. Sein Wahlkreis umfasst den Osten von Long Island und gilt als tendenziell republikanisch geprägt. Nachdem LaLota im 118. Kongress den Ausschluss von George Santos vorangetrieben hatte, kündigte Santos im März 2024 an LaLota in der Kongresswahl 2024 Herausforderer zu wollen. Santos konnte allerdings keine Wahlspenden anwerben und qualifizierte sich nicht für die republikanischen Vorwahlen. In der Vorwahl hatte LaLota dann keine Gegenkandidaten. In der eigentlichen Wahl traf er auf John Avlon, der von den Demokraten aufgestellt worden war und setzte sich mit 55,2 % durch. Seine Zweite Legislaturperiode im 119. Kongress dauert noch bis zum 3. Januar 2027.

#### Ausschüsse
Im 118. Kongress saß LaLota in folgenden Ausschüssen und Unterausschüssen (in kursiv):
- United States House Committee on Armed Services (Streitkräfteausschuss)
  - Cyber, Informationstechnologie und Innovation
  - Taktische Luft- und Landstreitkräfte
- United States House Committee on Homeland Security (Innenausschuss)
- United States House Committee on Small Business (Mittelstandsausschuss)